# Ladislav Nagy
Ladislav Nagy (* 1. června 1979 v Košicích) je bývalý slovenský hokejový útočník.

## Hráčská kariéra
Ladislav Nagy začal svou kariéru v rodném městě v tamním klubu HC Košice. Již v sezóně 1995/96 si připsal první starty za profesionály v domácí nejvyšší soutěži za Dragon Prešov v extralize. V jedenácti zápasech si připsal jedenáct bodů, Prešovský klub skončil na posledním místě v základní části a v baráži o extraligu skončil na čtvrtém sestupovém místě, v baráži Nagy nenastoupil. V roce 1997 byl draftován týmem St. Louis Blues v sedmém kole jako 177. celkově. Po dalším roce na Slovensku, který strávil v Košicích, se přesunul do Severní Ameriky, hrál v kanadské juniorské lize QMJHL za Halifax Mooseheads, kteří si ho vybrali v roce 1997 v prvním kole importního draftu CHL jako 28. celkově. V lize nastřádal v 63 zápasech neuvěřitelných 71 branek, stal se nejlepším střelcem, získal trofej Michel Bergeron Trophy pro nejlepšího útočníka mezi nováčky a oceněn nejlepším hráčem roku. V závěru ročníku 1998-99 byl během play-off v AHL povolán do Worcester IceCats, farmářský tým St. Louis Blues. Tam ve zbylých třech zápasech přispěl čtyřmi body.
V organizaci Worcester Ice Cats setrval, převážnou část sezony strávil na farmě, 22. listopadu 1999 se uskutečnil jeho debut v dresu St. Louis Blues proti Nashville Predators. V sezoně 2000-01 hrál jen zřídka za farmářský tým, častěji se prosazoval do sestavy St. Louis Blues, než byl v březnu 2001 vyměněn do Phoenix Coyotes spolu s Michalem Handzušem, Jeffem Taffem a výběrem v prvním kole draftu za amerického útočníka Keitha Tkachuka. Ve své první kompletní sezoně ve Phoenixu výrazně zvýšil svou produktivitu na 42 bodů a v sezóně 2003-04 dokonce zvládl 52 bodů, i když kvůli zranění odehrál pouze 55 zápasů. Během výluky v sezóně 2004/05 hrál za mateřský klub HC Košice a později za Mora IK ve švédské Elitserien.
Po návratu do Phoenixu v sezóně 2005-06 se musel znovu potýkat se zraněními a v únoru 2006 musel předčasně ukončit sezónu, protože musel podstoupit operaci kolene. Nagymu se podařilo nastřádat v 51 zápasech 56 bodů. V sezóně 2006-07 byl Nagy opět jedním z nejlepších střelců Coyotes, ale rychle se ukázalo, že se tým do play-off nedostane. 12. února 2007 byl vyměněn do Dallas Stars za Mathiase Tjärnqvista a volbu v prvním kole draftu. Se Stars se dokázal kvalifikovat do play-off, ale byli poraženi v prvním kole Vancouverem Canucks.
V létě 2007 se Nagy přesunul do Los Angeles Kings, ale kvůli zranění odehrál pouze 38 zápasů. V srpnu 2008 podepsal dvouletou smlouvu v hodnotě 5,6 milionu dolarů s ruským klubem Severstal Čerepovec z KHL. Po vypršení smlouvy se Nagy v létě 2010 vrátil na Slovensko a podepsal smlouvu s HK Poprad, za který si připsal 29 bodů ve 24 zápasech. V prosinci 2010 podepsal smlouvu s MODO Hockey společně s Ľubošem Bartečkem. Pro sezónu 2011/12 přestoupil k novému týmu HC Lev Poprad. Za tým vstřelil sedm gólů a přidal dvanáct asistencí ve 30 zápasech, než mu v lednu 2012 předčasně skončila smlouva. Krátce nato se dohodl na smlouvě do konce sezony 2011/12 s HK Dinamo Minsk v Kontinentální hokejové lize. Následující sezónu hrál opět za MODO Hockey v Elitserien, než se v červenci 2013 vrátil do svého rodného klubu HC Košice.
Od listopadu 2013 do května 2014 působil ve finské nejvyšší soutěži Liiga v týmu Jokerit. V létě 2014 podepsal dvouletou smlouvu se slovenským týmem HC Slovan Bratislava působící v KHL. V 99 zápasech za Bratislavu vstřelil 30 branek a přispěl 26 asistencemi. Po vypršení smlouvy se Slovanem podepsal Nagy v létě 2016 dvouletou smlouvu s rodným klubem HC Košice a byl jmenován kapitánem týmu. Tam byl dvakrát nejlepším střelcem soutěže, než na jaře 2019, pár dní před svými 40. narozeninami, oznámil konec kariéry.
Po aktivní kariéře se Nagy v roce 2022 stal generálním manažerem nového univerzitního týmu "Univerzita Spartakus Košice", který hraje Evropskou univerzitní hokejovou ligu.

## Ocenění a úspěchy
- 1998 MSJ - Nejlepší střelec
- 1999 CHL - All-Rookie Tým
- 1999 QMJHL - Nejlepší střelec
- 1999 QMJHL - Michel Bergeron Trophy
- 1999 QMJHL - Hráč roku
- 2000 AHL - All-Star Game
- 2011 MS - Top tří nejlepších hráčů v týmu
- 2017 SHL - Nejlepší střelec
- 2017 SHL - Nejproduktivnější hráč
- 2017 SHL - Nejtrestanější hráč
- 2017 SHL - All-Star Tým
- 2018 MS - Top tří nejlepších hráčů v týmu
- 2019 SHL - All-Star Tým

## Prvenství

### NHL
- Debut - 22. listopadu 1999 (St. Louis Blues proti Nashville Predators)
- První asistence - 24. listopadu 1999 (Detroit Red Wings proti St. Louis Blues)
- První gól - 27. listopadu 1999 (St. Louis Blues proti Chicago Blackhawks, kanadskému brankáři Marc Lamothe)
- První hattrick - 27. listopadu 2003 (St. Louis Blues proti Los Angeles Kings)

### KHL
- Debut - 3. září 2008 (Traktor Čeljabinsk proti Severstal Čerepovec)
- První asistence - 21. září 2008 (HC MVD Balašicha proti Severstal Čerepovec)
- První gól - 28. září 2008 (Severstal Čerepovec proti HK Dynamo Minsk, slovenskému brankáři Matúš Kostúr)
- První hattrick - 3. září 2014 (HC Slovan Bratislava proti KHL Medveščak)

## Klubová statistika
| Sezóna       | Klub                 | Soutěž       |     | Základní část | Základní část | Základní část | Základní část | Základní část |   | Play off | Play off | Play off | Play off | Play off |
| Sezóna       | Klub                 | Soutěž       | Z   | G             | A             | B             | TM            | Z             | G | A        | B        | TM       |          |          |
| 1996/1997    | HK Dragon Prešov     | SHL          | 6   | 5             | 11            | 10            | 60            | —             | — | —        | —        | —        |          |          |
| 1996/1997    | HC Košice            | SHL-jun.     | 45  | 29            | 30            | 59            | 105           | —             | — | —        | —        | —        |          |          |
| 1997/1998    | HC Košice            | SHL          | 29  | 19            | 15            | 34            | 41            | 11            | 2 | 4        | 6        | 6        |          |          |
| 1998/1999    | Halifax Mooseheads   | QMJHL        | 63  | 71            | 55            | 126           | 148           | 5             | 3 | 3        | 6        | 18       |          |          |
| 1998/1999    | Worcester Ice Cats   | AHL          | —   | —             | —             | —             | —             | 3             | 2 | 2        | 4        | 0        |          |          |
| 1999/2000    | Worcester Ice Cats   | AHL          | 69  | 23            | 28            | 51            | 67            | 2             | 1 | 0        | 1        | 0        |          |          |
| 1999/2000    | St. Louis Blues      | NHL          | 11  | 2             | 4             | 6             | 2             | 6             | 1 | 1        | 2        | 0        |          |          |
| 2000/2001    | Worcester Ice Cats   | AHL          | 20  | 6             | 14            | 20            | 36            | —             | — | —        | —        | —        |          |          |
| 2000/2001    | St. Louis Blues      | NHL          | 40  | 8             | 8             | 16            | 20            | —             | — | —        | —        | —        |          |          |
| 2000/2001    | Phoenix Coyotes      | NHL          | 6   | 0             | 1             | 1             | 2             | —             | — | —        | —        | —        |          |          |
| 2001/2002    | Phoenix Coyotes      | NHL          | 74  | 23            | 19            | 42            | 50            | 5             | 0 | 0        | 0        | 21       |          |          |
| 2002/2003    | HC Košice            | SHL          | 1   | 2             | 1             | 3             | 0             | —             | — | —        | —        | —        |          |          |
| 2002/2003    | Phoenix Coyotes      | NHL          | 80  | 22            | 35            | 57            | 92            | —             | — | —        | —        | —        |          |          |
| 2003/2004    | Phoenix Coyotes      | NHL          | 55  | 24            | 28            | 52            | 46            | —             | — | —        | —        | —        |          |          |
| 2004/2005    | HC Košice            | SHL          | 18  | 9             | 7             | 16            | 40            | —             | — | —        | —        | —        |          |          |
| 2004/2005    | Mora IK              | SE           | 19  | 4             | 4             | 8             | 22            | —             | — | —        | —        | —        |          |          |
| 2005/2006    | Phoenix Coyotes      | NHL          | 51  | 15            | 41            | 56            | 74            | —             | — | —        | —        | —        |          |          |
| 2006/2007    | Phoenix Coyotes      | NHL          | 55  | 8             | 33            | 41            | 48            | —             | — | —        | —        | —        |          |          |
| 2006/2007    | Dallas Stars         | NHL          | 25  | 4             | 10            | 14            | 6             | 7             | 1 | 1        | 2        | 2        |          |          |
| 2007/2008    | Los Angeles Kings    | NHL          | 38  | 9             | 17            | 26            | 18            | —             | — | —        | —        | —        |          |          |
| 2008/2009    | Severstal Čerepovec  | KHL          | 45  | 5             | 14            | 19            | 103           | —             | — | —        | —        | —        |          |          |
| 2009/2010    | Severstal Čerepovec  | KHL          | 44  | 9             | 13            | 22            | 36            | —             | — | —        | —        | —        |          |          |
| 2010/2011    | HC 07 Prešov         | 1.SHL        | 2   | 0             | 1             | 1             | 16            | —             | — | —        | —        | —        |          |          |
| 2010/2011    | HK ŠKP Poprad        | SHL          | 24  | 12            | 17            | 29            | 107           | —             | — | —        | —        | —        |          |          |
| 2010/2011    | MODO Hockey          | SE           | 25  | 12            | 12            | 24            | 46            | —             | — | —        | —        | —        |          |          |
| 2011/2012    | HC Lev Poprad        | KHL          | 30  | 7             | 12            | 19            | 59            | —             | — | —        | —        | —        |          |          |
| 2011/2012    | HK Dinamo Minsk      | KHL          | 12  | 1             | 4             | 5             | 8             | 4             | 0 | 0        | 0        | 2        |          |          |
| 2012/2013    | MODO Hockey          | SE           | 49  | 7             | 15            | 22            | 32            | 5             | 1 | 1        | 2        | 2        |          |          |
| 2013/2014    | Jokerit Helsinky     | SM-l         | 34  | 12            | 20            | 32            | 16            | 2             | 0 | 0        | 0        | 29       |          |          |
| 2014/2015    | HC Slovan Bratislava | KHL          | 51  | 23            | 18            | 41            | 60            | —             | — | —        | —        | —        |          |          |
| 2015/2016    | HC Slovan Bratislava | KHL          | 48  | 7             | 8             | 15            | 34            | 4             | 0 | 0        | 0        | 14       |          |          |
| 2016/2017    | HC Košice            | SHL          | 50  | 29            | 32            | 61            | 121           | 2             | 1 | 0        | 1        | 4        |          |          |
| 2017/2018    | HC Košice            | SHL          | 42  | 22            | 19            | 41            | 38            | 5             | 0 | 3        | 3        | 4        |          |          |
| 2018/2019    | HC Košice            | SHL          | 48  | 34            | 27            | 61            | 28            | 6             | 2 | 2        | 4        | 4        |          |          |
| Celkem v NHL | Celkem v NHL         | Celkem v NHL | 435 | 115           | 196           | 311           | 358           | 18            | 2 | 2        | 4        | 23       |          |          |
| Celkem v KHL | Celkem v KHL         | Celkem v KHL | 230 | 52            | 70            | 122           | 300           | 8             | 0 | 0        | 0        | 16       |          |          |

## Reprezentace
| Rok           | Tým           | Soutěž        | Z  | G  | A  | B  | TM |
| ------------- | ------------- | ------------- | -- | -- | -- | -- | -- |
| 1997          | Slovensko 18  | ME-18         | 5  | 1  | 0  | 1  | 6  |
| 1998          | Slovensko 20  | MSJ           | 6  | 6  | 2  | 8  | 12 |
| 1999          | Slovensko 20  | MSJ           | 6  | 4  | 3  | 7  | 6  |
| 2001          | Slovensko     | MS            | 7  | 2  | 1  | 3  | 6  |
| 2002          | Slovensko     | MS            | 6  | 1  | 3  | 4  | 6  |
| 2003          | Slovensko     | MS            | 9  | 4  | 4  | 8  | 10 |
| 2004          | Slovensko     | SP            | 4  | 1  | 0  | 1  | 0  |
| 2009          | Slovensko     | MS            | 6  | 1  | 2  | 3  | 2  |
| 2011          | Slovensko     | MS            | 4  | 3  | 2  | 5  | 4  |
| 2014          | Slovensko     | MS            | 7  | 4  | 0  | 4  | 6  |
| 2018          | Slovensko     | OH            | 4  | 0  | 1  | 1  | 2  |
| 2018          | Slovensko     | MS            | 7  | 1  | 9  | 10 | 4  |
| 2019          | Slovensko     | MS            | 7  | 2  | 3  | 5  | 12 |
| Celkem na MSJ | Celkem na MSJ | Celkem na MSJ | 12 | 10 | 15 | 15 | 18 |
| Celkem na MS  | Celkem na MS  | Celkem na MS  | 53 | 18 | 24 | 42 | 50 |